# Achelia tenuipes
Achelia tenuipes is een zeespin uit de familie Ammotheidae. De soort behoort tot het geslacht Achelia. Achelia tenuipes werd in 1990 voor het eerst wetenschappelijk beschreven door Stock. 